# گربه‌دوست (فیلم)
گربه‌دوست (به انگلیسی: Cat Person) فیلمی آمریکایی در ژانر دلهره‌آور روان‌شناختی به کارگردانی سوزانا فوگل است که در سال ۲۰۲۳ منتشر شد. فیلم‌نامه این فیلم توسط میشل اشفورد بر اساس داستان کوتاهی به همین نام اثر کریستن روپنیان به رشته تحریر درآمده است. امیلیا جونز، نیکولاس براون، گرالداین ویسونافن، هوپ دیویس، فرد ملامد، و ایزابلا روسلینی بازیگران فیلم هستند.
داستان فیلم دربارهٔ مارگو، دانشجوی ۲۰ ساله‌ای است، که رابطه کوتاهی با رابرت، مرد مسن‌تری دارد که اغلب به سینمای محل کار او سر می‌زند نخستین نمایش فیلم گربه‌دوست در ۲۱ ژانویه ۲۰۲۳، و طی جشنواره فیلم ساندنس بود، و سپس در ۶ اکتبر ۲۰۲۳، در ایالات متحده به نمایش درآمد.

## بازیگران
- امیلیا جونز در نقش مارگو
- نیکولاس براون در نقش رابرت
- گرالداین ویسونافن در نقش تیلور
- ایزابلا روسلینی در نقش دکتر انید زابالا
- هوپ دیویس در نقش کلی
- فرد ملامد در نقش دکتر رزنیک
- مایکل گاندولفینی در نقش پیتر
- لیزا کوشی در نقش بث
- آیزاک کول پاول در نقش کلی
- لیزا کولون-زایاس در نقش افسر الین
- جاش آندرس ریورا در نقش دیو